# Сан Ђемини
Сан Ђемини (итал. San Gemini) је насеље у Италији у округу Терни, региону Умбрија.
Према процени из 2011. у насељу је живело 3375 становника. Насеље се налази на надморској висини од 348 м.

## Становништво
Према резултатима пописа становништва 2011. у општини је живело 4.921 становника.
| 1931. | 1936. | 1951. | 1961. | 1971. | 1981. | 1991. | 2001. | 2011. |
| ----- | ----- | ----- | ----- | ----- | ----- | ----- | ----- | ----- |
| 2.745 | 3.004 | 3.460 | 3.512 | 3.557 | 3.818 | 4.226 | 4.510 | 4.921 |